# Ка Дон Пјерино (Модена)
Ка Дон Пјерино је насеље у Италији у округу Модена, региону Емилија-Ромања.
Према процени из 2011. у насељу је живело 14 становника. Насеље се налази на надморској висини од 740 м.